# Megan Bankes
Megan Bankes (* 22. August 1997 in Calgary, Kanada) ist eine ehemalige kanadische Biathletin.

## Leben
Megan Bankes wohnt und trainiert in Canmore. Sie begann im Alter von drei Jahren mit Langlaufen, im Alter von elf Jahren entschied sie sich, mit Biathlon anzufangen, und trat dem Race Bears-Nachwuchsförderungsprogramm ihres Heimatvereins Foothills Nordic bei. Seither nahm sie an regionalen, nationalen und internationalen Wettkämpfen teil. In ihrer Freizeit hilft sie beim Training des Nachwuchses.
Ihr internationales Debüt hatte sie am 28. Februar 2014 bei den Biathlon-Jugendweltmeisterschaften im US-amerikanischen Presque Isle (Maine), ihre beste Platzierung war ein 42. Platz im Einzelwettkampf. Ihr erstes Rennen im IBU-Cup bestritt sie am Ende der Saison 2015/16, in diesem Einzelrennen belegte sie auch den 42. Platz. Wesentlich erfolgreicher war sie im nächsten Winter, als sie an den Biathlon-Junioren-Europameisterschaften 2017 im tschechischen Nové Město na Moravě teilnahm. Nach einem enttäuschenden 69. Platz im Einzelwettkampf belegte sie im Sprint den 7. Platz und konnte sich im Verfolgungsrennen auf den 2. Platz hinter Tschechin Markéta Davidová vorarbeiten. Bei den Biathlon-Juniorenweltmeisterschaften 2017 in Brezno-Osrblie blieb sie, anders noch als bei den Europameisterschaften – im Einzelwettkampf fehlerfrei und gewann das Rennen mit deutlichem Vorsprung vor der Österreicherin Julia Schwaiger und der Deutschen Anna Weidel.
Nach ihren Erfolgen bei den Europa- und Weltmeisterschaften wurde sie für ihr erstes Weltcuprennen nominiert, das sie im Winter 2016/17 im finnischen Kontiolahti bestritt. Den Sprint beendete sie auf Rang 78, sie verfehlte damit die Punkteränge und die Qualifikation für das Verfolgungsrennen deutlich.
Im Februar 2022 nahm Bankes an den Olympischen Winterspielen in Peking teil.

## Statistiken

### Biathlon-Weltcup-Platzierungen
Die Tabelle zeigt alle Platzierungen (je nach Austragungsjahr einschließlich Olympische Spiele und Weltmeisterschaften).
- 1.–3. Platz: Anzahl der Podiumsplatzierungen
- Top 10: Anzahl der Platzierungen unter den ersten zehn (einschließlich Podium)
- Punkteränge: Anzahl der Platzierungen innerhalb der Punkteränge (einschließlich Podium und Top 10)
- Starts: Anzahl gelaufener Rennen in der jeweiligen Disziplin
- Staffel: inklusive Mixed- und Single-Mixed-Staffeln

| Platzierung              | Einzel | Sprint | Verfolgung | Massenstart | Staffel | Gesamt |
| ------------------------ | ------ | ------ | ---------- | ----------- | ------- | ------ |
| 1. Platz                 |        |        |            |             |         |        |
| 2. Platz                 |        |        |            |             |         |        |
| 3. Platz                 |        |        |            |             |         |        |
| Top 10                   |        |        |            |             | 4       | 4      |
| Punkteränge              | 2      | 3      | 2          |             | 23      | 30     |
| Starts                   | 9      | 29     | 7          |             | 23      | 68     |
| Stand: 31. Dezember 2021 |        |        |            |             |         |        |

### Olympische Winterspiele
Ergebnisse bei Olympischen Winterspielen:
|                                        | Einzelwettbewerbe | Einzelwettbewerbe | Einzelwettbewerbe | Einzelwettbewerbe | Staffelwettbewerbe | Staffelwettbewerbe |
| Sprint                                 | Verfolgung        | Einzel            | Massenstart       | Damenstaffel      | Mixedstaffel       |                    |
| -------------------------------------- | ----------------- | ----------------- | ----------------- | ----------------- | ------------------ | ------------------ |
| Olympische Winterspiele 2022 \| Peking | 77.               | –                 | 33.               | –                 | 10.                | –                  |

### Weltmeisterschaften
Ergebnisse bei den Weltmeisterschaften:
| Weltmeisterschaften | Weltmeisterschaften | Einzel | Sprint | Verfolgung | Massenstart | Staffel | Mixedstaffel | Single-Mixedstaffel |
| Jahr                | Ort                 | Einzel | Sprint | Verfolgung | Massenstart | Staffel | Mixedstaffel | Single-Mixedstaffel |
| ------------------- | ------------------- | ------ | ------ | ---------- | ----------- | ------- | ------------ | ------------------- |
| 2019                | Östersund           | 75.    | 58.    | LAP        | –           | 14.     | –            | –                   |
| 2020                | Antholz             | 87.    | 61.    | –          | –           | 9.      | –            | –                   |